# Heimnetzgruppe
Die Heimnetzgruppe ist eine Funktion zur Erstellung von Ad-Hoc-Netzwerken in Windows 7 (ab Home Premium) bis einschließlich Windows 10 Version 1709.
Mit der Heimnetzgruppe wollte Microsoft die Einrichtung der Datei- und Druckerfreigabe in typischen Heimnetzen deutlich vereinfachen und den Benutzer von Aufgaben wie Kontenerstellung, Einrichtung von Freigaben und Benutzerrechten entlasten. Stattdessen erstellt ein Computer eine Heimnetzgruppe, der andere Computer im Netzwerk durch Eingabe eines Passworts (Pre-shared key) beitreten können. Dateien und Drucker werden standardmäßig innerhalb der gesamten Heimnetzgruppe freigegeben, können aber auch nur für einzelne Benutzer (Microsoft-Konto) freigegeben werden. Dateien innerhalb einer Heimnetzgruppe werden standardmäßig durch Windows Search indiziert.
Der Nachteil einer Heimnetzgruppe ist, dass die Funktion nicht mit älteren Versionen von Windows kompatibel ist; Windows 7 kann somit unter Standardeinstellungen nicht auf Freigaben älterer Windows-Betriebssysteme wie Windows Vista oder Windows XP zugreifen und umgekehrt. Die Heimnetzgruppe galt in Windows 10 als veraltet und wurde mit Version 1803 aus dem Betriebssystem entfernt.